# Phylica ericoides
Phylica ericoides är en brakvedsväxtart som beskrevs av Carl von Linné. Phylica ericoides ingår i släktet Phylica och familjen brakvedsväxter.

## Underarter
Arten delas in i följande underarter:
- P. e. brevifolia
- P. e. montana
- P. e. muirii
- P. e. pauciflora
- P. e. pusilla
- P. e. scabrida
- P. e. tenuifolia
- P. e. zeyheri

## Bildgalleri

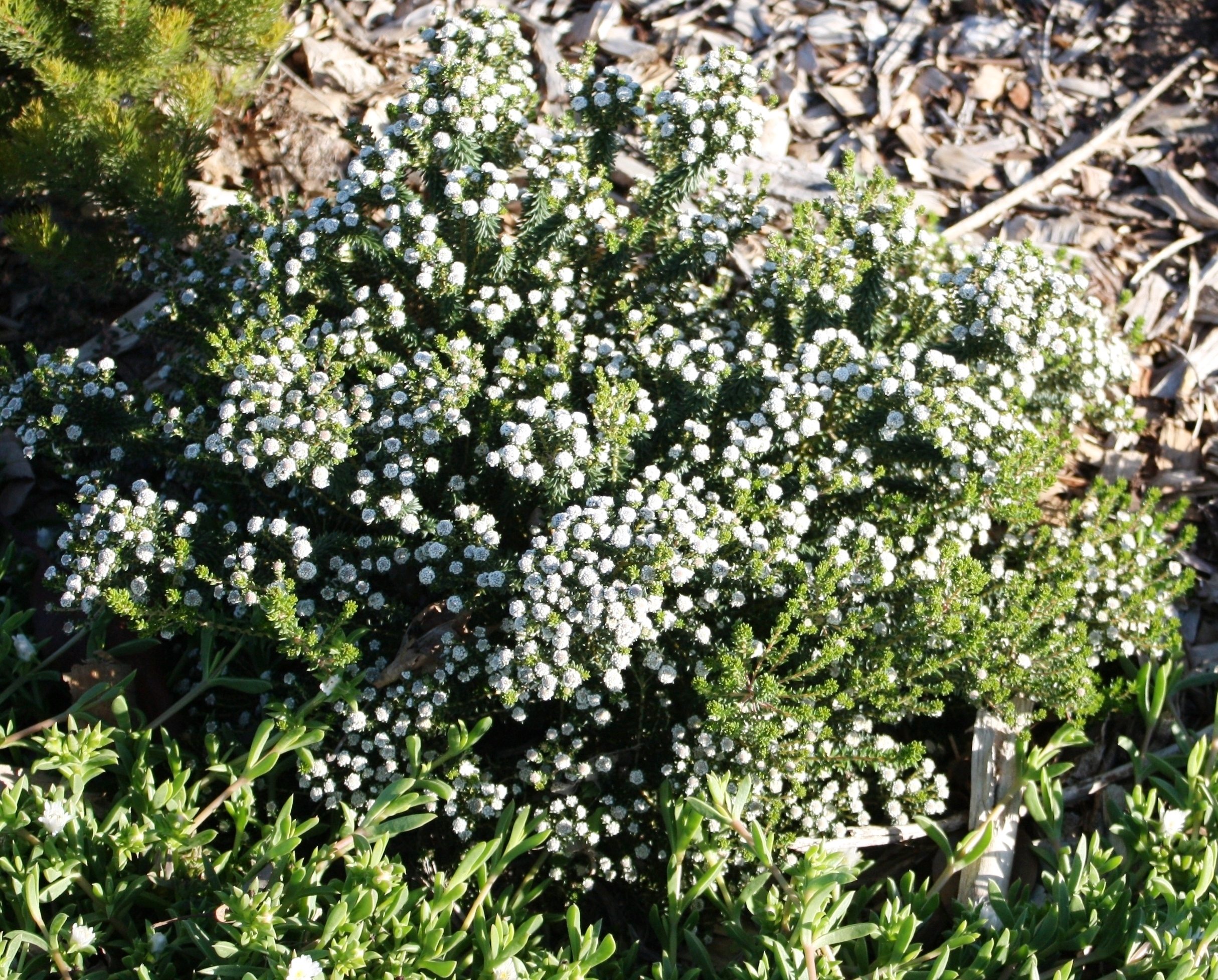
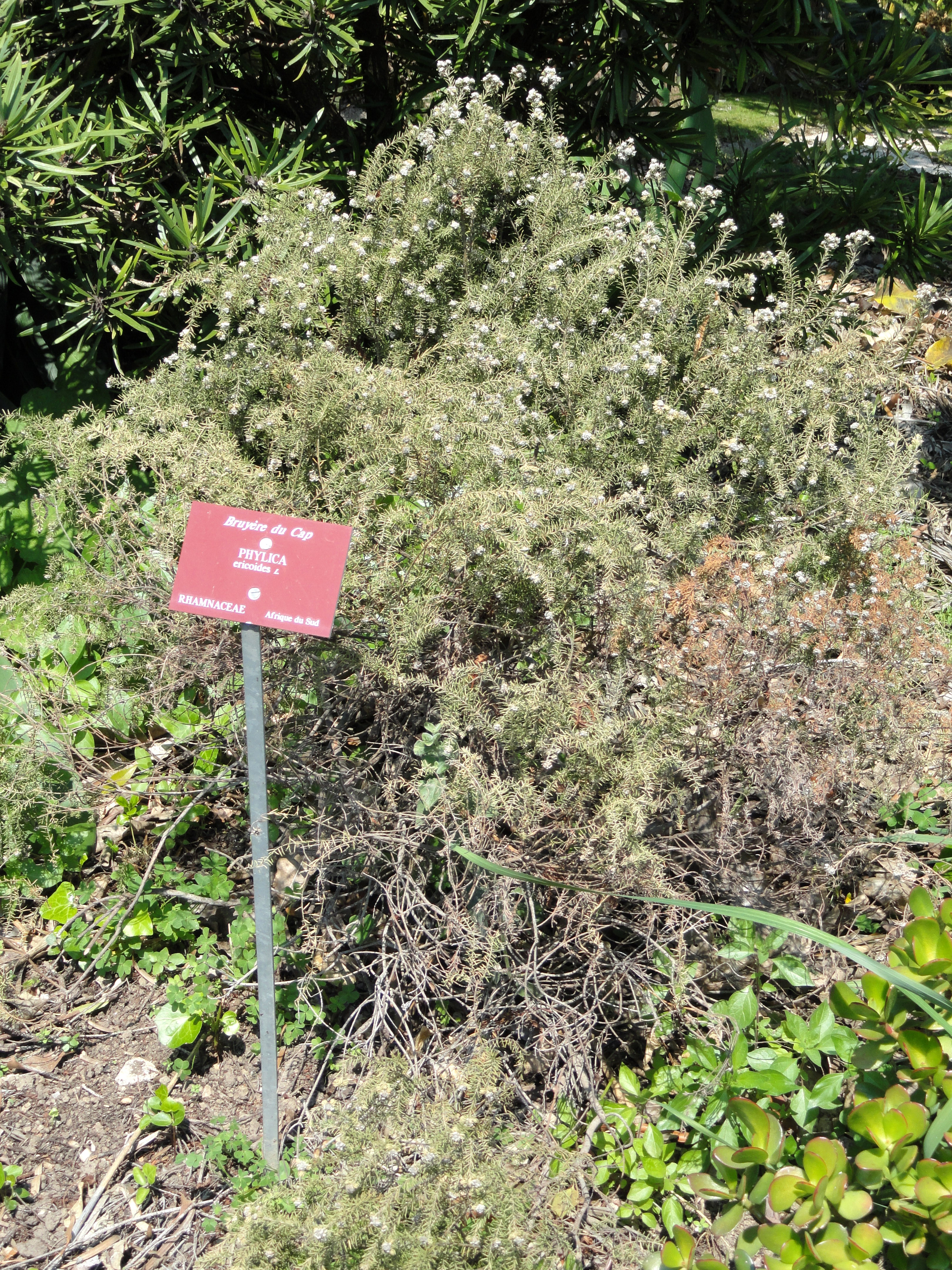